# Kiten

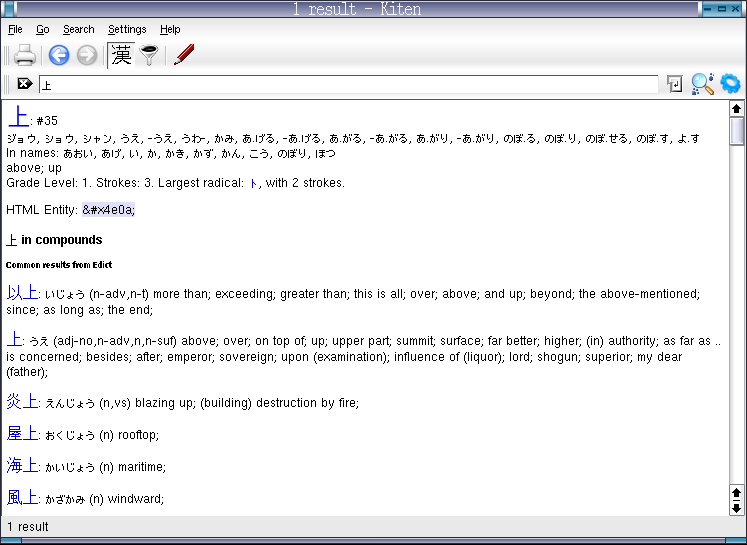

Kiten是KDE Software Compilation中的日语汉字的学习软件 。它还可以作为「日本-英语」和「英语-日语」字典 。用户可以通过笔画数或者部首来查找日语汉字。用户还可以添加汉字到了自己的学习列表，并且能利用简单的「闪卡」式测验：显示一些日语汉字，然后给出几个翻译的答案选项供选择。